# Yamoussoukro

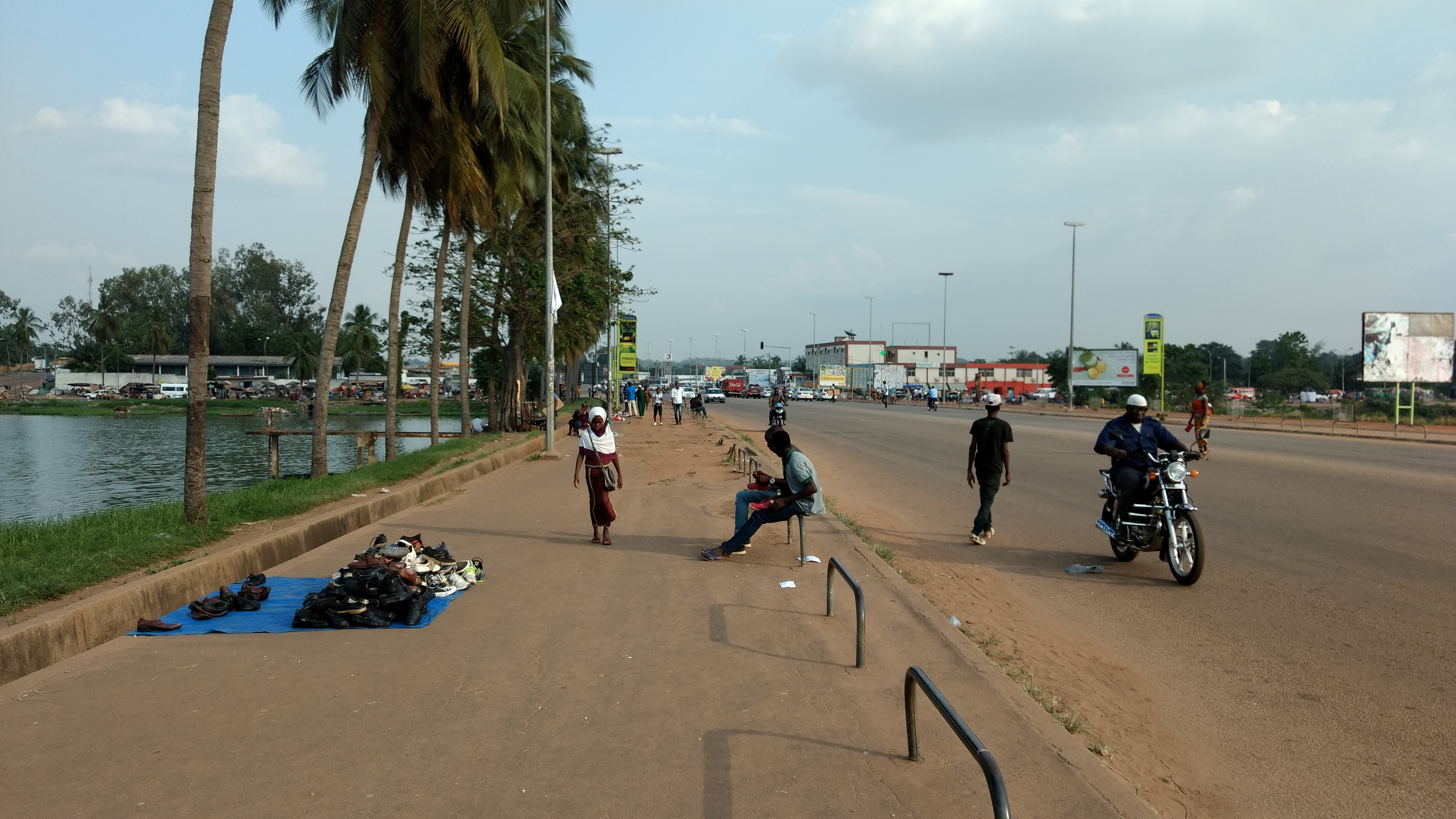
Straße im Zentrum Yamoussoukros (2017)

Yamoussoukro (deutsch auch Jamussukro) ist die Hauptstadt der Elfenbeinküste (Côte d’Ivoire). In der Gemeinde Yamoussoukro leben mehr als 360.000 Menschen. Stand 2014 war die Stadt die fünftgrößte des Landes und die elftgrößte Gemeinde, wenn man die eigenständigen Gemeinden Abidjans einzeln zählt. Die Gemeinde ist zugleich Unterpräfektur auf demselben Gebiet. Zum Gemeindegebiet zählen 31 Dörfer. Mit Kossou bildet Yamoussoukro das Departement Yamoussoukro (eines von zweien, die den Autonomen Distrikt Yamoussoukro bilden).
1950 war Yamoussoukro noch ein Dorf von etwa 500 Einwohnern. Der erste Staatspräsident der Elfenbeinküste, Félix Houphouët-Boigny, der aus Yamoussoukro kam, baute sein Heimatdorf aber ab den 1960er Jahren zur Großstadt auf, machte sie 1983 zur Hauptstadt und ließ dort ab 1985 mit der Basilika Unserer Lieben Frau des Friedens die nach Außenmaßen bis heute größte Kirche der Welt errichten.

## Name
Der Name Yamoussoukro entstand durch eine Umbenennung der Siedlung N’Gokro zu Ehren einer Herrscherin der Baule, einer der größten Volksgruppen der Elfenbeinküste, namens Yamoussou. Das Suffix „Kro“ steht in der Sprache der Baule für das Wort „Stadt“.

## Geographie

### Lage
Yamoussoukro liegt 248 km nördlich von Abidjan. Das Stadtgebiet ist von Savanne umgeben. Der Distrikt von Yamoussoukro liegt zwischen 6°15 / 7°35 N und 4°40 / 5°40 W.

### Klima
In Yamoussoukro herrscht ein tropisches Klima (Äquatorialklima), das in vier Jahreszeiten unterteilt wird:
- eine lange Trockensaison von November bis Mitte März, im Dezember und Januar charakterisiert durch das Vorhandensein des Harmattan, einem Nordostpassatwind Afrikas, der die Temperaturen stark beeinflusst;
- eine lange Regensaison von Mitte März bis Mitte Juli;
- eine kurze Trockensaison von Mitte Juli bis Mitte September;
- eine kurze Regensaison von Mitte September bis Ende Oktober.

In der Regensaison regnet es mehrere Tage lang ununterbrochen. Die durchschnittliche Regenmenge variiert zwischen 900 und 1100 mm jährlich mit einer großen Abweichung von Jahr zu Jahr. Die Durchschnittstemperatur der Region beträgt etwa 26 °C. Die relative Luftfeuchtigkeit variiert zwischen 75 und 85 % mit Abfällen bis zu 40 % während der Harmattan-Periode und Anstiegen von 80 bis 85 % während der Regenperiode.
|                       | Jan  | Feb  | Mär  | Apr  | Mai  | Jun  | Jul  | Aug  | Sep  | Okt  | Nov  | Dez  |   |      |
| Mittl. Tagesmax. (°C) | 31,5 | 33,5 | 33,5 | 32,9 | 31,7 | 30,1 | 28,6 | 28,5 | 29,3 | 30,1 | 30,7 | 30,1 | ⌀ | 30,9 |
| Mittl. Tagesmin. (°C) | 18,9 | 21,2 | 21,8 | 21,8 | 21,3 | 21,1 | 20,4 | 20,6 | 20,4 | 20,4 | 20,3 | 19,0 | ⌀ | 20,6 |
|                       |      |      |      |      |      |      |      |      |      |      |      |      |   |      |
| Niederschlag (mm)     | 13   | 42   | 108  | 126  | 155  | 156  | 88   | 83   | 170  | 125  | 36   | 15   | Σ | 1117 |

| 18,9 |

| 21,2 |

| 21,8 |

| 21,8 |

| 21,3 |

| 21,1 |

| 20,4 |

| 20,6 |

| 20,4 |

| 20,4 |

| 20,3 |

| 19,0 |

| 18,9 |

| 21,2 |

| 21,8 |

| 21,8 |

| 21,3 |

| 21,1 |

| 20,4 |

| 20,6 |

| 20,4 |

| 20,4 |

| 20,3 |

| 19,0 |

## Geschichte

### Kolonialgeschichte
Zur Zeit der französischen Kolonialisierung, im Jahr 1901, war Yamoussou die Herrscherin des Dorfs N’Gokro. Die Siedlung zählte damals 475 Einwohner und war eines von 129 Dörfern der Akoué, einer Untergruppe der Baule. Die Franzosen und die Akoué bauten diplomatische und geschäftliche Beziehungen auf, doch 1909 rebellierten die Akoué auf Veranlassung des Dorfchefs von Djamlabo gegen die Kolonialverwaltung. Der sieben Kilometer von Yamoussoukro an der Straße nach Boaflé gelegene Verwaltungsposten Bonzi wurde angezündet. Der französische Administrator, Simon Maurice, wurde nur aufgrund einer Intervention von Kouassi N’Go verschont. Dieser respektierte frühere Anführer, ein Onkel Yamoussous, konnte die Akoué von einem Krieg abhalten, der zu einem Desaster geführt hätte. Als die Situation in dem Gebiet sich wieder normalisiert hatte, entschied Simon Maurice, dass Bonzi zu unsicher geworden sei und der französische Militärposten nach N’Gokro umziehen sollte. Dort ließen die französischen Verwalter eine Pyramide zur Erinnerung an Kouassi N’Go errichten. Zu Ehren der Herrscherin Yamousso wurde N’Gokro in Yamoussoukro umbenannt.
Im Jahr 1919 wurde der zivile Verwaltungsposten aufgelöst. 1939 wurde der spätere ivorische Staatspräsident Félix Houphouët-Boigny Dorfchef von Yamoussoukro.
Die Bedeutung der Stadt blieb bis zum Ende des Zweiten Weltkriegs ziemlich gering, dann wurde mit dem Syndicat Agricole Africain (dem Afrikanischen Landwirtschaftlichen Syndikat) ein bedeutendes Unternehmen in Yamoussoukro gegründet, doch erst die Unabhängigkeit der Elfenbeinküste von Frankreich führte zu einem nachhaltigen Wachstum der Stadt.

### Geschichte seit der Unabhängigkeit
Nach 1964 hatte Staatspräsident Félix Houphouët-Boigny ambitionierte Pläne für die Stadt und begann, neue Gebäude errichten zu lassen. Eines Tages im Jahre 1965, später bekannt als die „große Stunde von Yamoussoukro“, besuchte er zusammen mit den Führern des Landes die Plantagen und lud die Farmer dazu ein, den Aufwand und die landwirtschaftlichen Erfolge der Region um Yamoussoukro auf ihre Gebiete zu übertragen. Am 21. Juli 1977 bot Houphouët seine Plantagen dem Staate an.
Im März 1983 wurde Yamoussoukro die politische und administrative Hauptstadt der Elfenbeinküste. Dies war der vierte Standortwechsel der Hauptstadt in nur einhundert Jahren. Die vorigen Hauptstädte der Elfenbeinküste waren Grand-Bassam (1893), Bingerville (1900) und Abidjan (1933). Der Großteil der wirtschaftlichen Aktivitäten des Landes findet jedoch auch heute noch in Abidjan statt.
Yamoussoukro wurde am Nachmittag des 30. März 2011 im Zuge der Regierungskrise 2010/2011 von Kämpfern der Forces républicaines de Côte d’Ivoire erobert.
Kouadio Jean Kouacou Gnrangbé wurde 2013 für fünf weitere Jahre zum Bürgermeister Yamoussoukros gewählt.

## Sehenswürdigkeiten
Félix Houphouët-Boigny ließ in Yamoussoukro nach dem Vorbilde des Petersdoms eines der größten Kirchengebäude der Christenheit, die Basilika Notre-Dame de la Paix, sowie eine Reihe weiterer Prunkbauten errichten.

## Sport
Der Fußballverein SOA spielt zur Saison 2015/16 in der höchsten ivorischen Spielklasse Ligue 1, RFC Yamoussoukro in der zweithöchsten Liga.

## Söhne und Töchter der Stadt
- Félix Houphouët-Boigny (1905–1993), erster Präsident der Elfenbeinküste
- Charles Nokan (1936–2022), Hochschullehrer und Schriftsteller
- Douk Saga (1974–2006), Sänger und Performer
- Arthur Gnohéré (* 1978), Fußballspieler
- Narcisse Bonan (* 1984), Fußballspieler
- Cheik Tioté (1986–2017), Fußballspieler
- Seydou Doumbia (* 1987), Fußballspieler
- Koffi Kacou (* 1987), Fußballspielerin
- Thierry Doubaï (* 1988), Fußballspieler